# Mateusz Salwa
Mateusz Piotr Salwa – polski filozof, doktor habilitowany nauk humanistycznych, pracownik naukowy Wydziału Filozofii Uniwersytetu Warszawskiego.

## Życiorys
Jest absolwentem Uniwersytetu Warszawskiego, w 2007 r. obronił pracę doktorską pt. Iluzja w malarstwie. Próba filozoficznej interpretacji, której promotorem była prof. Iwona Lorenc, w 2017 r. habilitował się na podstawie pracy zatytułowanej Estetyka ogrodu. Między sztuką a ekologią.
Pracuje na stanowisku adiunkta na Wydziale Filozofii Uniwersytetu Warszawskiego, oraz należy do Rady Dyscypliny Naukowej – Filozofii Uniwersytetu Warszawskiego.